# Перрін (Техас)
Перрін (англ. Perrin) — переписна місцевість (CDP) в США, в окрузі Джек штату Техас. Населення — 346 осіб (2020).

## Географія
Перрін розташований за координатами 33°2′4″ пн. ш. 98°4′8″ зх. д. / 33.03444° пн. ш. 98.06889° зх. д. (33.034582, -98.068784).  За даними Бюро перепису населення США в 2010 році переписна місцевість мала площу 4,16 км², з яких 4,11 км² — суходіл та 0,04 км² — водойми.

## Демографія
Згідно з переписом 2010 року, у переписній місцевості мешкало 398 осіб у 147 домогосподарствах у складі 108 родин. Густота населення становила 96 осіб/км².  Було 179 помешкань (43/км²).
Расовий склад населення:
| - 95,2 % — білих - 1,0 % — азіатів - 0,5 % — чорних або афроамериканців - 2,8 % — осіб інших рас |

До двох чи більше рас належало 0,5 %. Частка іспаномовних становила 11,1 % від усіх жителів.
За віковим діапазоном населення розподілялося таким чином: 27,4 % — особи молодші 18 років, 59,8 % — особи у віці 18—64 років, 12,8 % — особи у віці 65 років та старші. Медіана віку мешканця становила 38,3 року. На 100 осіб жіночої статі у переписній місцевості припадало 114,0 чоловіків;  на 100 жінок у віці від 18 років та старших — 109,4 чоловіків також старших 18 років.
Середній дохід на одне домашнє господарство  становив 72 256 доларів США (медіана — 54 265), а середній дохід на одну сім'ю — 81 872 долари (медіана — 56 406). За межею бідності перебувало 8,9 % осіб, у тому числі 0,0 % дітей у віці до 18 років та 0,0 % осіб у віці 65 років та старших.
Цивільне працевлаштоване населення становило 187 осіб. Основні галузі зайнятості: сільське господарство, лісництво, риболовля — 35,3 %, транспорт — 14,4 %, роздрібна торгівля — 12,8 %.